# Isla Werd
La isla [de] Werd (en alemán: Insel Werd) es la principal de las pequeñas islas del grupo de Werd en la parte occidental del lago Inferior  del lago de Constanza justo antes de que el Alto Rin salga de la parte del lago conocido como Rheinsee. Se encuentra en territorio suizo entre Stein am Rhein y Eschenz.
Tiene una superficie de 1,59 hectáreas, administrativamente hace parte del municipio de Eschenz, en el cantón suizo de Turgovia. Está conectado con la orilla sur del río por un puente de madera 125 metros de largo.